# Lösch- und Rettungszug (SBB)

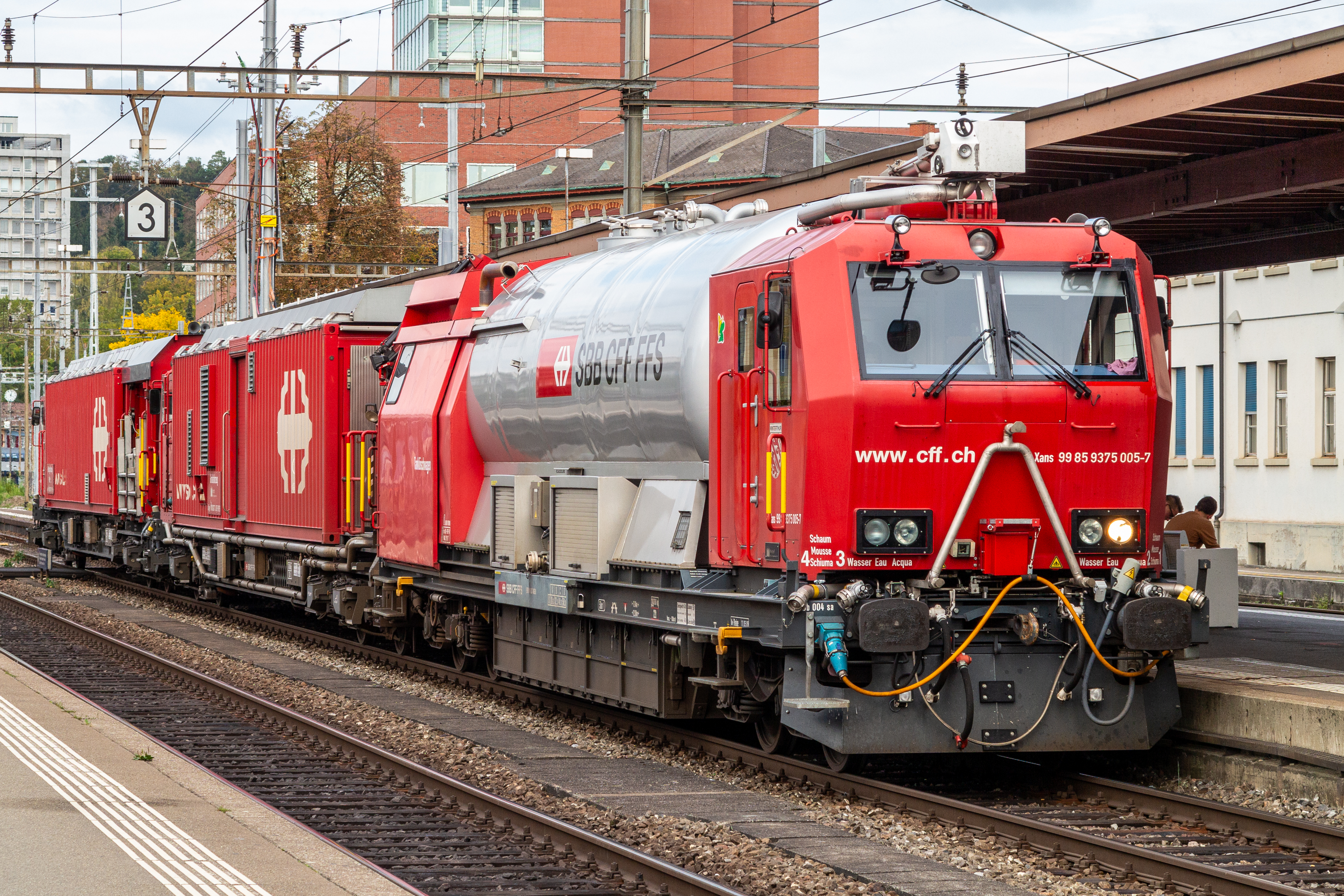
Lösch- und Rettungszug der SBB in Winterthur

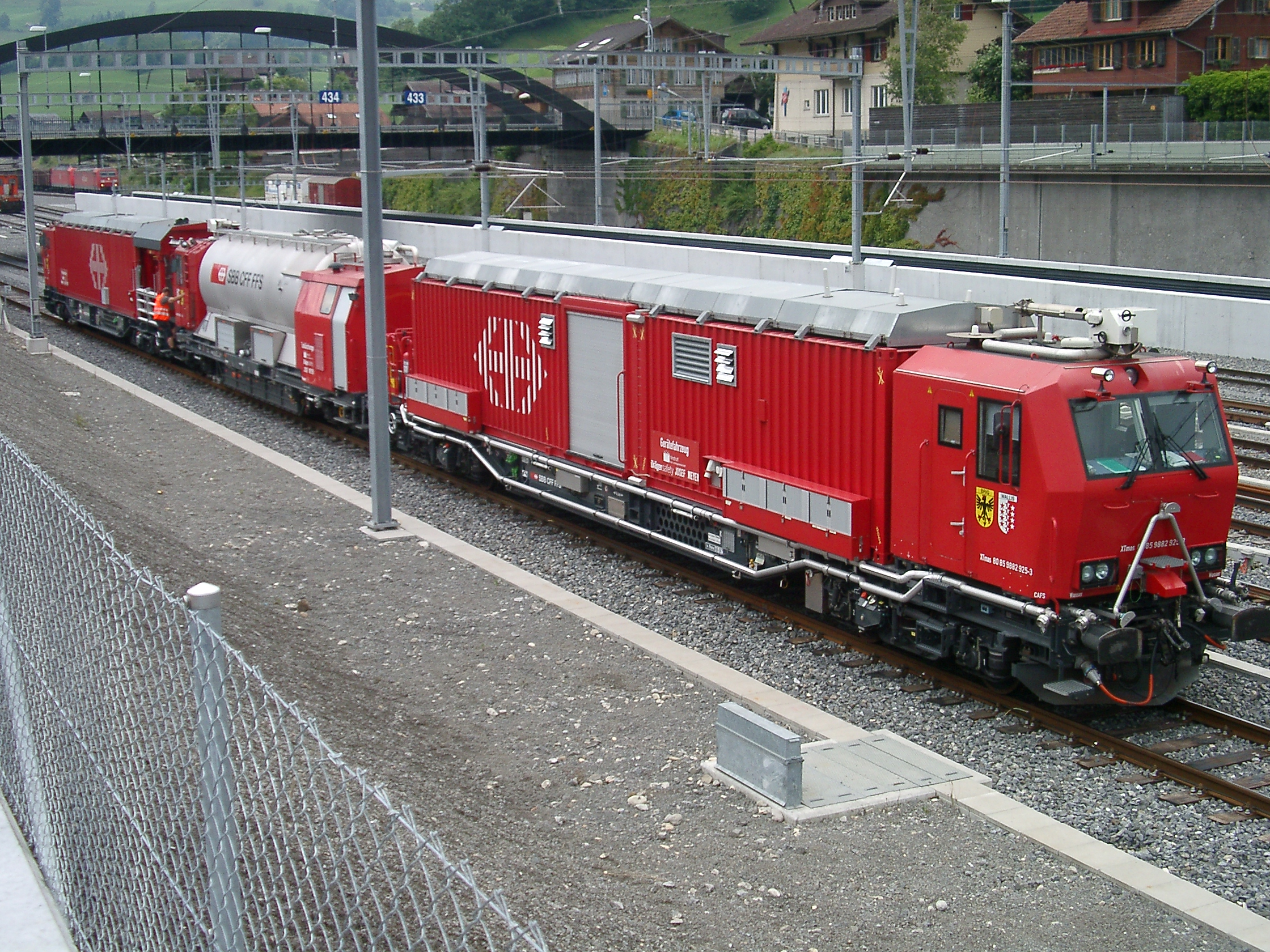
Der LRZ aus Brig zu Besuch im Bahnhof Frutigen

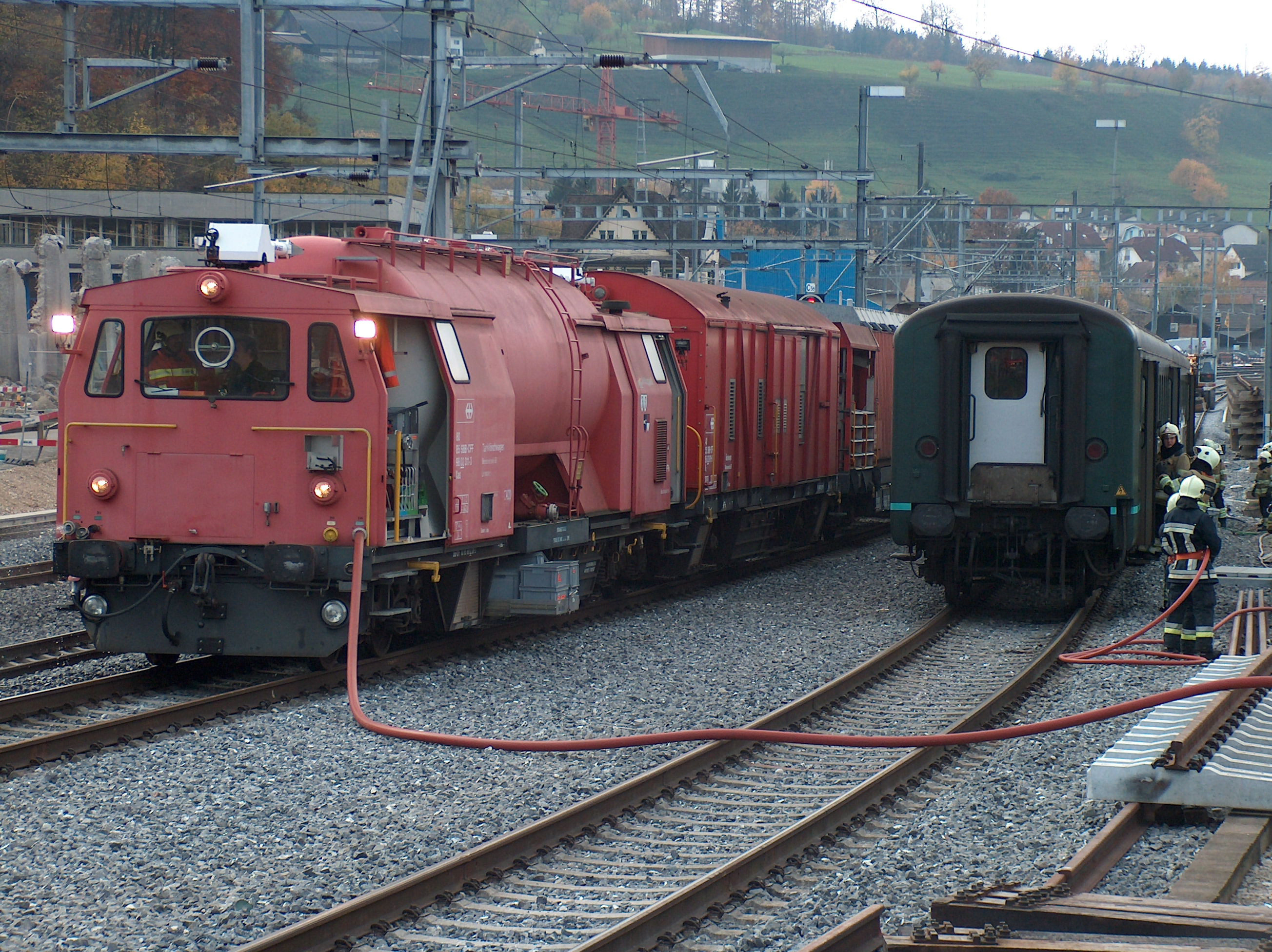
Der alte LRZ Basel an einer Übung in Lausen. Dieser verfügte über eine Bm 6/6-Diesellokomotive als Antrieb.

Als Lösch- und Rettungszug (LRZ) bezeichnen die Schweizerischen Bundesbahnen (SBB) Spezialschienenfahrzeuge zur Rettung von Personen und Gütern (insbesondere in Eisenbahntunneln), der allgemeinen Brandbekämpfung (insbesondere auch bei Bränden in unmittelbarer Nähe von Bahnanlagen) und der Ölwehr.
Gegenwärtig sind 16 Lösch- und Rettungszüge auf dem Netz der SBB stationiert, so in Basel, Biasca, Bern, Biel/Bienne, Chiasso, Brig, Erstfeld, Genf, Olten, Rapperswil SG, Renens, Rotkreuz, St. Gallen, Winterthur und Zürich. Damit können schweizweit Ereignisorte auf risikoreichen Strecken innerhalb 30–60 Minuten erreicht werden.

## Varianten
Die alten Lösch- und Rettungszüge der Generation 1996 (LRZ 96) sind nicht selbstfahrend. Als Traktionsmittel werden in der Regel Strecken- und Rangierlokomotiven des Typs Am 843 eingesetzt. Die LRZ 96 bestehen aus einem Tanklöschwagen, einem Gerätewagen und einem gasdichten Rettungswagen.
Seit 2004 kommen selbstfahrende Lösch- und Rettungszüge in den Einsatz. Der LRZ 04 besteht aus einem gasdichten Rettungsfahrzeug, einem Tanklöschwagen sowie einem Gerätefahrzeug. Angetrieben werden das Rettungs- sowie das Gerätefahrzeug mit je zwei Powerpacks (Dieselmotor mit Turbolader, Automatikgetriebe mit eingebautem Retarder und Kühlsystem). Die Leistung je Powerpack beträgt 315 kW und die Höchstgeschwindigkeit beträgt 100 km/h. Die Führerstandskabinen sind alle druckdicht ausgeführt und verfügen über eine Atemluftversorgung. Insgesamt verfügt der LRZ 04 über einen Atemluftvorrat von rund 2 Mio. Litern, gespeichert in 50-Liter-Druckflaschen.
Im November 2006 entschied sich die SBB dafür, acht neue Lösch- und Rettungszüge des Typs LRZ 08, als Weiterentwicklung des LRZ 04, zu beschaffen. Das Herstellerkonsortium Windhoff Bahn- und Anlagentechnik, Dräger Safety, Joseph Meyer und Vogt AG lieferte diese Fahrzeuge aus. Die LRZ 08 sind selbstfahrend (dieselhydraulischer Antrieb) und bestehen aus einem Tanklösch-, einem Geräte- und einem Rettungswagen. Die insgesamt vier Powerpacks des Geräte- sowie Rettungsfahrzeuges liefern je 390 kW Leistung. Die Höchstgeschwindigkeit in Alleinfahrt beträgt 100 km/h. Die maximale Netto-Anhängelast beträgt 2'500 t bis 5 ‰ horizontaler Neigung. Der Tanklöschwagen verfügt über einen Wassertank mit 44'000 l und einen Tank für Schaumextrakt mit 1'800 l Inhalt. Die letzte Auslieferung erfolgte im Herbst 2010 in Olten.
Drei weitere Fahrzeuge wurden beim Konsortium Windhoff Bahn- und Anlagentechnik und Dräger Safety für die Standorte Genf, Melide und Brig bestellt. Diese LRZ 18 genannten Züge sollen ab 2018 im Lötschberg-Basistunnel, der Simplonstrecke und im Wallis, auf der Neubaustrecke CEVA, in der Region Genfersee sowie im südlichen Tessin eingesetzt werden. An den Standorten Brig und Melide kommen dabei 4-teilige LRZ zum Einsatz, bestehend aus einem Gerätefahrzeug, einem Tanklöschwagen sowie zwei Rettungsfahrzeugen. Ein weiterer LRZ 18 wird in Genf 3-teilig, d. h. nur mit einem Rettungsfahrzeug ausgeliefert.
Im Herbst 2016 machte die SBB von der Option für den Kauf von zusätzlichen drei Lösch- und Rettungszügen LRZ 18 (2. Serie) Gebrauch. Geplant ist der Einsatz in Zürich, Winterthur und Bern. Der LRZ 18 Zürich wird 4-teilig, die anderen beiden Züge 3-teilig ausgeliefert. Alle LRZ 18 sind nur noch mit dem Europäischen Zugsicherungssystem (ETCS) ausgerüstet.
Der Betrieb der Züge erfolgt bei den SBB durch die Mannschaften der Intervention. Zur Verstärkung der Intervention können speziell ausgebildete Feuerwehrleute von den Stützpunkten naher Miliz- oder Berufsfeuerwehren aufgeboten werden.
Bis Mitte 2021 sind damit insgesamt 17 Lösch- und Rettungszüge LRZ der neuen Generationen im Einsatz (1 × LRZ 04, 8 × LRZ 08, 2 × LRZ 14 und 6 × LRZ 18). Ein Zug wird alternierend als Reservefahrzeug zur Verfügung stehen. Die alten, antriebslosen LRZ der Generationen 76 und 96 sollen bis Ende 2019 verkauft oder ausgemustert werden. Drei der LRZ 96 wurden 2020 bereits vollständig an die Bane NOR in Oslo übergeben.

## Aktuelle Stationierungen Lösch- und Rettungszüge
| Typ    | Nummer | Standort             | Bemerkung                               |
| ------ | ------ | -------------------- | --------------------------------------- |
| LRZ 96 | 12     | Reserve              |                                         |
| LRZ 04 |        | Olten                | Fahrzeugnummern 924 / 925 / 926         |
| LRZ 04 |        | (Frutigen)           | nicht SBB; Lösch- und Rettungszug (BLS) |
| LRZ 08 | 001    | Reserve              | ex Brugg                                |
| LRZ 08 | 002    | Basel (Pratteln)     |                                         |
| LRZ 08 | 003    | (Brugg) 1            | ex Zürich                               |
| LRZ 08 | 004    | Renens VD            | ex Lausanne                             |
| LRZ 08 | 005    | St. Gallen           | ex Winterthur                           |
| LRZ 08 | 006    | Rotkreuz             | ex Bellinzona                           |
| LRZ 08 | 007    | Biel                 | ex Bern                                 |
| LRZ 08 | 008    | Rapperswil SG        | ex Olten                                |
| LRZ 14 | 011    | Erstfeld             | 4-teilig                                |
| LRZ 14 | 012    | Biasca               | 4-teilig                                |
| LRZ 18 | 013    | Brig                 | 4-teilig                                |
| LRZ 18 | 014    | Genève-Cornavin      |                                         |
| LRZ 18 | 015    | Melide               | 4-teilig                                |
| LRZ 18 | 016    | Zürich               | 4-teilig                                |
| LRZ 18 | 017    | Bern (Ostermundigen) |                                         |
| LRZ 18 | 018    | Winterthur           |                                         |

## Hilfswagen 2014
Zusätzlich zu den Lösch- und Rettungszüge sind fünf Hilfswagen für schwere technische Hilfeleistungen in der Schweiz stationiert. Der Hilfswagen der SBB dient zur Bergung von entgleisten Eisenbahnfahrzeugen und wird in der Regel mit dem Lösch- und Rettungszug zum Einsatzort mitgenommen. Die Wagen sind 26 m lang und rund 80 t schwer. Sie werden mit einer Geschwindigkeit von bis zu 100 km/h geschleppt, verfügen jedoch für die autonome Bewegung vor Ort über ein 260 kW starkes Dieselpowerpack und einen hydrostatischen Antrieb um unabhängig vom Lösch- und Rettungszug zu rangieren. Dabei wird eine Höchstgeschwindigkeit von 7 km/h erreicht. Der Aufbau des Fahrzeuges setzt sich aus zwei Ladekränen zum Heben von schweren Lasten, zwei Gerätecontainern und einem Mannschaftscontainer zusammen.